# Bandung
Bandung (indonezijski:Kota Bandung) je treći grad po veličini u Indoneziji (ali prema procjenama drugo metropolitansko područje po veličini) i glavni grad pokrajine Zapadna Java. Nalazi se na otoku Javi 180 km od glavnog indonezijskog grada Jakarte.

## Povijest
U dolini rijeke Cikapundung nedaleko od grada su pronađeni ostaci pračovjeka za koje arheolozi smatraju da pripadaju vrsti homo erectus (poznati arheološki nalazi pračovjeka s Jave, tzv "Javanski čovjek"). Postoje pretpostavke da je u tom prostoru sredinom 15. st. bio glavni grad kraljevstva Pajajaran. Tokom 17. i 18. st. su Nizozemci u prostoru Bandunga sadili plantaže kave i čaja. 1786. je sagrađena cesta kroz Javu koja prolazi preko današnjeg Bandunga. 1810. se cesta modernizira.
Bandung se brzo razvija nakon 1880. kad je sagrađena željeznička pruga do Jakarte. Nakon toga se u gradu počinje razvijati industrija i doseljavaju se brojni radnici, među kojima ima mnogo Kineza. 1906. je Bandung dobio status municipija, a 1926. status grada. U to doba su postojali planovi da se glavni grad Nizozemske Istočne Indije (nizozemske kolonije na prostoru današnje Indonezije) preseli iz Batavije (današnje Jakarte) u Bandung, ali nisu realizirani. U gradu se razvija turizam, posebno za Europljane koji posjećuju okolne plantaže čaja. Grade se brojni hoteli i građevine u europskom stilu, te se grad u to doba naziva "Pariz Jave".
Nakon osamostaljenje Indonezije 1945. je Bandung postao glavni grad pokrajine Zapadna Java. U gradu su se vodile borbe protiv Nizozemaca tokom indonezijskog rata za neovisnost u kojima je grad znatno oštećen. 1955. je održana Bandunška konferencija, sastanak predsjednika brojnih država Azije i Afrike na kojoj se raspravljalo o politici novih država nastalih raspadom bivših kolonija i koja je kasnije dovela do osnivanja Pokreta nesvrstanih.

## Zemljopis
Bandung je smješten u zapadnom dijelu otoka Jave. Nalazi se u planinskoj udolini na 768 m nadmorske visine. Planine su vulkanske. U neposrednoj blizini grada se nalazi vulkan Tangkuban Perahu koji je imao posljednju erupciju 1983. godine. Vulkansko tlo je vrlo plodno, te je pogodno za sadnju plantaža.
Klima je ekvatorska s mnogo padalina i visokom temperaturom cijele godine. Bandung ipak zbog više nadmorske visine ima nešto hladniju klimu nego većina ostalih indonezijskih gradova.

## Znamenitosti
U Bandungu postoje brojne građevine građene u europskom kolonijalnom stilu krajem 19. st. Posebno su popularne građevine u stilu art deco. Zbog njih je krajem 19. st. grad nazvan "Pariz Jave". Posebno je atraktivna zgrada u kojoj je održana Bandunška konferencija. Postoje vjerski objekti brojnih vjera koje su kroz povijest bile zastupljene u Indoneziji (islamske, kršćanske, budističke, hinduističke).

## Gospodarstvo
U Bandungu je zastupljena raznovrsna industrija, posebno prehrambena i tekstilna. Grad je jedan od najznačajnijih indonezijskih centara visokog obrazovanja te počinje razvijati modernu tehnologiju.

## Gradovi prijatelji
- Cebu, Filipini
- Braunschweig, Njemačka
- Fort Worth, SAD
- Suwon, Južna Koreja
- Hamamatsu, Japan
- Bari, Italija
- Topol'čianky, Slovačka
- Savannakhet, Laos
- Udon Thani, Tajland